# Grotta di Kebara
La grotta di Kebara ( ebraico: מערת כבארה Me'arat Kebbara, arabo: مغارة الكبارة Mugharat al-Kabara) è un sito archeologico israeliano, situato sul lato occidentale del Monte Carmelo, ad una altezza di 60 metri sopra il livello del mare, distante una decina di chilometri da Cesarea.
Alcuni dei ritrovamenti effettuati in questa grotta hanno portato a definire come cultura kebariana quella degli utilizzatori del sito nell'epoca subito precedente alla cultura natufiana.

## Storia
Il sito è stato scoperto intorno agli anni trenta da Dorothy Garrod e Francis Turville-Petre, uno studioso che collaborava con la British School of Archaeology di Gerusalemme, che riuscirono a riportare alla luce gli strati del Paleolitico superiore.

Nel 1951 Stekelis e la sua équipe ricominciarono gli scavi e nel corso di quindici anni di lavori
rintracciarono gli strati del Paleolitico medio oltre al ritrovamento dei resti di un bambino neandertaliano (Kebara 1).

## Ritrovamenti
Durante un'altra campagna di scavi, iniziata nel 1982 (Kebara 2), furono compiute una serie di scoperte molto importanti, tra le quali la sepoltura di un uomo collocato all'interno di una fossa artificiale, risalente a circa 60.000 anni fa; lo scheletro (soprannominato "Moshe") era privo del cranio, della gamba e del piede destro. Un'ipotesi formulata dagli esperti contempla che il cranio sia stato volontariamente tolto, qualche mese dopo la morte, probabilmente per motivi religiosi. Le analisi indicano che le ossa appartenevano ad un uomo piuttosto robusto, alto 170 cm e con un'età compresa tra 25 e 35 anni. Le dimensioni di questo maschio adulto sono confrontabili con quelle dei ritrovamenti della grotta di Amud (Israele) appartenenti ad un adulto di 180 cm (il neandertaliano più alto) e della grotta di Tabun (Israele), come pure a quelle dei neandertaliani ritrovati nella grotta di Shanidar (Iraq).
Il reperto più interessante per le indagini è stata la mandibola che, assieme alla presenza dell'osso ioide, il primo reperto di questo tipo ritrovato per un Neanderthal, ha permesso di dedurre che l'apparato vocale seppur primitivo era in grado di produrre una serie piuttosto articolata di suoni, mentre i controlli dell'anca hanno indotto gli esperti a ritenere che il morto appartenesse al tipo uomo di Neanderthal. Altre caratteristiche rilevanti del ritrovamento sono la localizzazione di una zona specifica per il raggruppamento degli scarti e la presenza di residui di focolari al centro della grotta.
Gli strati superiori della grotta appartengono all'epoca della cultura natufiana e sono datati tra 12.000 e 11.000 anni fa. Una fossa comune conteneva i resti di scheletri di undici bambini e sei adulti. In tutti gli scheletri degli adulti sono evidenti tracce di violenza: in un caso erano presenti schegge di pietra conficcate nella colonna vertebrale; evidentemente l'uomo non riuscì a sopravvivere alla lesione.